# Jean-Baptiste Roustain
 (juin 2025).
Aaron Jean-Baptiste Pierre Roustain de la Barolière, né à Paris le 21 décembre 1804 et mort à Charenton le 8 août 1856, est un juriste français.

## Les origines familiales
Jean-Baptiste Roustain est né au sein d'une famille aisée apparentée à Jacques Imbert-Colomès, qui avait été premier échevin de Lyon en 1789. Son père, Pierre Roustain de la  Barollière, avait été avocat au parlement et conseiller du roi avant la Révolution, puis banquier lyonnais expéditionnaire en cour de Rome. Par achat du domaine de la Barolière près de Saint-Paul-en-Jarez, Pierre Roustain de la Barollière avait adjoint une particule à son nom. Chevalier de la Légion d'honneur, docteur en droit romain, Jean-Baptiste Roustain eut un fort engagement dans le domaine juridique et politique.

## Études et enseignement
Il se distingua à l’école de Droit de Paris par la rapidité et la solidité de ses progrès. À 25 ans, il commençait déjà à écrire dans les recueils judiciaires. En 1831, il fut reçu docteur, et il se fit inscrire sur le tableau des avocats, mais il n’aborda guère la plaidoirie, préférant continuer de se livrer à de fortes études. À peine avait-il obtenu le diplôme de docteur en droit qu’il ouvrait des cours publics et gratuits, soit dans son domicile, soit dans l’institution de M. Barragon, au centre du quartier des écoles. C’est à cette époque (1831) qu’il se maria avec Prudence-Aurore Desilles, de cinq ans sa cadette, fille d’un capitaine au régiment de Berry-Hussard, vétéran de la bataille de Leipzig, Pierre-Léonard Désilles. De ce mariage naquirent trois filles :
- Amélie Roustain (1835-1912), mariée à Alphonse Nayron (1819-1888), sans postérité.
- Henriette Roustain (1836-1917), mariée à Édouard Roger (1827-1885), dont notamment Henri Roger, dit Henri Roger-Viollet.
- Héloïse Roustain (1840-1887), mariée le 31 mai 1866 à Paris, à Émile Fron (1836-1911).

En 1839, Jean-Baptiste Roustain obtint au concours une chaire de professeur suppléant (suppléance de Hyacinthe Blondeau) à la faculté de Paris. Il occupa longtemps ce poste où il enseigna les origines du droit romain, puis, dans de multiples fonctions intérimaires, toutes les branches du droit pendant douze ans. Vers la fin de 1855, lorsque la chaire de droit romain lui fut confiée, il porta dans son enseignement des appréciations historiques et philosophiques qui, répandues depuis longtemps en Allemagne, étaient nouvelles en France.

## Activité et idées politiques
Jean-Baptiste Roustain avait participé, en tant que garde national, à la Révolution de 1830, où il avait tenu à assurer l'ordre public devant le Palais Bourbon. Cependant, dès cette époque, il avait exprimé des craintes quant aux « fauteurs de troubles » révolutionnaires.
Les conséquences de la Révolution de février 1848, au cours de laquelle il sauva la vie d'un garde municipal pourchassé par des émeutiers, lui firent craindre à nouveau une révolution sociale, ce qui l'entraîna à entrer en politique pour soutenir Louis Napoléon Bonaparte. Il fut, en 1849, secrétaire du Comité central de l'Union électorale (bonapartiste) accordant les investitures politiques sur plus de 20 départements. Il devint un des chefs de l'Association nationale électorale à la fin de 1851, notamment dans la Seine où il avait fondé une section ; ses articles dans Le Moniteur parisien de novembre 1851, soutenant le président Bonaparte, firent grand bruit. 
Roustain contribua à faire fusionner l'Union électorale et l'Association électorale pour constituer une force facilitant la refondation de l'empire napoléonien, garant de l'ordre et voulant briser le « carcan » de la Constitution de la Deuxième République. En 1849, il fut nommé adjoint au maire du 11e arrondissement, et il remplit ces fonctions pendant quatre ans. Il avait sans doute devant lui un bel avenir, promouvant ses idées dans des assemblées réunissant jusqu'à 2 500 personnes, mais une mort prématurée vint l'enlever en 1856. Ce professeur a laissé peu d'écrits ; des articles dans la Revue de Droit français et étranger, des notices insérées dans le Commentaire théorique et pratique du Code Civil, sont les principaux témoignages de l'étendue de ses connaissances.

## Sources
- Dictionnaire bibliographique du XIXe siècle
- Bulletin bibliographique de la faculté de Droit de Paris, 1856 (éloge funèbre)
- Thémis, tome X, page 316
- Le Moniteur parisien, numéros du ,6,8, 9, 12 novembre 1851 ; 3 décembre 1851
- Archives privées